# Myroslaw Slawow
Myroslaw Dmytrowytsch Slawow (ukrainisch Мирослав Дмитрович Славов, * 8. September 1990 in Kiew) ist ein ukrainischer Fußballspieler auf der Position eines Stürmers.

## Karriere
Zu Beginn seiner Karriere spielte Slawow bei der Amateurmannschaft des Girondins Bordeaux. Von dort schaffte er im Sommer 2010 den Sprung in die Kampfmannschaft von Anschi Machatschkala. Sein Profidebüt gab er am 1. März 2011 im Russischen Fußballpokal gegen den damaligen amtierenden russischen Meister Zenit Sankt Petersburg. Im Sommer 2011 wurde er für ein halbes Jahr an Metalurh Donezk ausgeliehen. In der Saison 2012/13 führte er den First Vienna FC 1894 mit sechs Toren und vier Vorlagen zur besten Platzierung der Vereinsgeschichte seit dem Wiederaufstieg 2009 in die Erste Liga, der zweithöchsten österreichischen Spielklasse. Im Frühjahr 2014 wechselte er zum Kremser SC in die 2. Landesliga West (Niederösterreich) und wurde noch im selben Jahr ungeschlagen Meister, was gleichbedeutend mit dem Aufstieg in die Landesliga Niederösterreich war. In der darauf folgenden Spielzeit stellten die Kremser mit Slawow den österreichischen Rekord von 42 Spielen in Folge ohne Niederlage auf.
Im Januar 2016 wechselte Slawow von Österreich nach Deutschland zum Regionalligisten Berliner AK 07, für den er in 16 Rückrundenspielen neun Tore erzielte. Zur Saison 2017/18 wechselte er zum Chemnitzer FC in der 3. Fußball-Liga. Nach dem insolvenzbedingten Abstieg der Chemnitzer in die Regionalliga schloss sich Slawow im Sommer 2018 dem VfR Aalen an. Sein Vertrag wurde nach dem 1. Spieltag der 3. Liga aus persönlichen Gründen wieder aufgelöst. Kurz danach wechselte er zum dänischen Erstligisten Vendsyssel FF. Im Januar 2019 wurde der Vertrag aufgelöst. Einige Tage später wurde Slawow vom Verein Khor Fakkan Club aus den Vereinigten Arabischen Emiraten verpflichtet. Mit Khor Fakkan Club wurde Slawow Meister in der zweitklassigen First Division und stieg in die erstklassige UAE Arabian Gulf League auf. Im August 2019 wechselte er zum Riga FC in der höchsten lettischen Liga Virslīga. Nachdem er auch mit Riga FC Meister wurde, schloss er sich im Januar 2020 Shahr Khodro Football Club in der höchsten iranischen Liga, der Persian Gulf Pro League, an und nahm an der AFC Champions League 2020 teil.

## Erfolge

### Titel
- 1 × Finalist Ukrainischer Fußballpokal: 2011/12
- 1 × 2. Landesliga West (Niederösterreich): 2013/14
- 1 × Niederösterreichischer Fußballcup: 2014/15
- 1 × First Division: 2018/19
- 1 × Virslīga: 2019

### Auszeichnungen
- 1 × Team der Saison der 2. NÖ Landesliga: 2013/14
- 1 × Team der Saison der 1. NÖ Landesliga: 2014/15
- 1 × Goldener Schuh (1. NÖ Landesliga): 2015

## Familie
Slawow wurde in eine Akademikerfamilie geboren. Sein Vater ist der Philologe Dmytro Slawow, seine Mutter die Mathematikdozentin Tatjana Slavova, sein Großvater der Mathematiker und Träger des Ordens des Fürsten Jaroslaw Iwan Bejko (* 1937). Sein Bruder Wadym (* 1984) ist ein ehemaliger professioneller Fußballspieler, seine Schwester Oksana (* 2001) betreibt Rhythmische Sportgymnastik. Seine Cousine Marta Kostjuk (* 2002) ist eine professionelle Tennisspielerin.

## Sonstiges
Im Jahr 2014 nahm er an der sechsten Staffel der Castingshow Austria’s Next Topmodel teil und debütierte als Model für Michael Michalsky. 2015 modelte er für Jean Paul Gaultier bei dessen Fashion Show und für das Modelabel Dirk Bikkembergs bei der Milan Fashion Week.
2015 nahm er an der österreichischen Fernsehshow Rendezvous im Paradies teil, 2019 drehte er an der Seite von David Hasselhoff einen Werbespot.
Im Oktober 2021 verkündete der deutsche Sender RTL Television, dass Slawow als Überraschungskandidat in der Reality-Show Bachelor in Paradise teilnehmen wird.